# Christof Eichert
Christof Eichert (* 6. April 1953 in Bochum) ist ein deutscher Kommunalpolitiker und Stiftungsmanager. Von 1995 bis 2003 war er Oberbürgermeister von Ludwigsburg.

## Leben
Christof Eichert war vom 5. September 1985 bis 15. September 1991 Bürgermeister der Stadt Isny im Allgäu, anschließend im sächsischen Staatsministerium des Inneren als stellvertretender Leiter der Kommunalabteilung tätig. Eichert promovierte 1986 an der Universität Konstanz zum Thema Obdachlosigkeit und polizeirechtliche Intervention. Im Mai 1992 wurde Eichert Beigeordneter für Verwaltung, Soziales, Bildung, Kultur und Sport in Reutlingen. 1995 wurde er zum Oberbürgermeister von Ludwigsburg gewählt. Bei den Ludwigsburger Oberbürgermeisterwahlen 2003 verzichtete er auf eine Kandidatur für eine zweite Amtszeit und wechselte als einer von fünf Geschäftsführern zur Bertelsmann-Stiftung in Gütersloh, dort zuständig für Kultur- und Bildungsprojekte. Anschließend ging er 2006 zur Hertie-Stiftung und war daraufhin von 2007 bis 2010 Abteilungsleiter im Ministerium für Generationen, Familie, Frauen und Integration des Landes Nordrhein-Westfalen. Von Dezember 2010 bis Ende 2016 war Eichert Geschäftsführender Vorstand der Herbert Quandt-Stiftung.

## Ehrenamt
Vom 1. Januar 2017 bis 31. Dezember 2021 gehörte Eichert dem Vorstand der Schader-Stiftung in Darmstadt an, er ist weiterhin Mitglied des Vorstands der Bildungsorganisation Education Y in Düsseldorf an. Von 1996 bis 2003 war Eichert Präsident des Deutschen Bibliothekenverbands, von 2006 bis 2010 Mitglied im Beirat für Bildung der deutschen UNESCO-Kommission und von 2011 bis 2016 im Beirat des Bundesverbands Deutscher Stiftungen. Seit 2014 gehört er dem Stiftungsrat der PriceWaterhouseCooper-Stiftung an.

## Auszeichnungen
Eichert wurde 2000 zum Ritter der Ehrenlegion der Republik Frankreich ernannt und erhielt 2003 das Bundesverdienstkreuz am Bande.